# Powiat Güstrow
Powiat Güstrow (niem. Landkreis Güstrow) – dawny niemiecki powiat leżący w centrum landu Meklemburgia-Pomorze Przednie. Od północy graniczył z powiatem Bad Doberan, od północnego wschodu z powiatem Nordvorpommern, od wschodu z powiatem Demmin, od południa z powiatem Müritz, od południowego zachodu z powiatem Parchim, a od zachodu z powiatem Nordwestmecklenburg.
Przez północno-zachodnią część powiatu przepływała rzeka Warnow. W południowo-wschodniej części swoje źródła ma rzeka Piana.
W 1994 roku powiat został utworzony z powiatów Güstrow, Teterow i Bützow. W wyniku reformy administracyjnej Meklemburgii-Pomorza Przedniego powiat został włączony 4 września 2011 do nowo utworzonego powiatu Rostock.

## Podział administracyjny
W skład powiatu Güstrow wchodziły: 
- dwie gminy (niem. amtsfreie Gemeinde)
- sześć związków gmin (niem. Amt)

Gmina:
| Lp. | Nazwa gminy | Ludność (31.12.2008) | Powierzchnia km² |
| --- | ----------- | -------------------- | ---------------- |
| 1   | Güstrow     | 30.445               | 70,86            |
| 2   | Teterow     | 9.100                | 47,10            |

Związki gmin:
| Lp. | Nazwa związku            | Ludność (31.12.2008) | Powierzchnia km² | Liczba gmin |
| --- | ------------------------ | -------------------- | ---------------- | ----------- |
| 1   | Bützow Land              | 16.889               | 380,72           | 12          |
| 2   | Gnoien                   | 6.502                | 244,43           | 8           |
| 3   | Güstrow-Land             | 9.951                | 334,81           | 14          |
| 4   | Krakow am See            | 9.662                | 358,04           | 6           |
| 5   | Laage                    | 9.332                | 238,90           | 5           |
| 6   | Mecklenburgische Schweiz | 9.269                | 383,75           | 15          |